# De Boer Tenten
De Boer Tenten BV, sinds 2017 Losberger De Boer, levert tijdelijke accommodaties voor evenementen, supermarkten en opslag.

## Geschiedenis
Het tentenbedrijf is in 1924 in Hensbroek, Noord-Holland opgericht door Klaas de Boer, die er al een koffiehuis en een kruidenierswinkel bezat. De Boer bedacht een overdekt café met gebruik van palen en tentdoek voor het plaatselijke dorpsfeest. Toen hij werd gevraagd om ook bij andere feesten in een tijdelijke optrek te komen serveren kocht hij een tweedehands circustent.
In de jaren dertig kwam zoon Jan de Boer in de zaak en werd een naaimachine aangeschaft om zelf tenten te kunnen produceren. Na de Tweede Wereldoorlog verzorgde De Boer ook de catering en muziek, ook in plaatsen op geruime afstand van Hensbroek. In 1963 overleed Klaas de Boer en nam zoon Jan het bedrijf over. In de daarop volgende decennia kwamen ook Jans vijf zonen in het bedrijf werken en werden kantoren geopend in omringende landen.
In 2002 verkocht de familie de Boer een meerderheidsaandeel aan de investeerder 3i Group. In 2005 werd NPM Capital, onderdeel van SHV Holdings, voor 100% eigenaar. In 2017 verkocht NPM Capital het bedrijf aan Losberger GmbH, dat eigendom is van Gilde Buyout Partners. De Boer en Losberger gaan samen verder onder de handelsnaam Losberger De Boer.

## Accommodaties
In de beginjaren werd gebruikgemaakt van tentdoek. In de jaren vijftig introduceerde De Boer houten hallen, een belangrijke ontwikkeling in die tijd. Anno 2017 zijn de accommodaties gemaakt van extrusiealuminium, pvc en glas.

## Bekendheid
Het bedrijf is bekend geworden door bijdragen aan evenementen als de vierdaagse in Nijmegen Het plaatst hier een tentenkamp in Heumensoord voor aan de vierdaagse deelnemende militairen, de Olympische Spelen in Londen en bijvoorbeeld de HISWA in Amsterdam.